# Светлозар Райчанов
Светлозар Николов Райчанов е български майстор дърворезбар и гравьор, един от най-добрите в областта на оръжейната украса в България, а и в световен мащаб.

## Биография
Роден е на 21 февруари 1957 г. във Варна, където минават неговото детство, юношество и младежки години.
През 1985 г. се премества да живее в Сопот, където живее до последните си дни. През същата 1985 г. започва работа като гравьор във ВМЗ, Сопот.
През 1992 г. придобива майсторска титла в Задругата на майсторите на народни художествени занаяти. През 2005 г. е вписан в регистъра на Националната занаятчийска камара. През същата 2005 г. заедно с други свои колеги ентусиасти учредява и е основна фигура в занаятчийското сдружение „Сопотски Еснафъ“.

## Творчество
Светлозар Райчанов е основател на така наречената „Сопотска школа“ в областта на оръжейната украса. Изключително продуктивен творец, с характерен распознаваем стил. Работите му се отличават със своето богатство на изразни средства, високата си художествена стойност и прецизното си испълнение.
Доста от работите на майстора са част от колекции в страната и чужбина. През годините те са излагани на редица престижни изложби.

## Дейност
Успоредно с работата си през годините Светлозар Райчанов въвежда в занаята и обучава редица ученици, сред които Йордан Станев, Евгени Димов, Данчо Узунов, Нено Грънчаров, Димитър Минчев, Петко Жечев и др.

## Галерия
- Някои от работите на Светлозар Райчанов
- Walther PPK-E. Металогравюра. Чирени – орех, фина дърворезба
- Дърворезба върху приклад на карабина „Мазалат“
- Нож с дамасково острие на А. Вейлон. Дръжка и кания – орех, инкрустации бял метал, апликации от сребро